# Мештеру
Мештеру (рум. Meșteru) — село у повіті Тулча в Румунії. Входить до складу комуни Доробанцу.
Село розташоване на відстані 182 км на схід від Бухареста, 48 км на південний захід від Тулчі, 87 км на північ від Констанци, 59 км на південь від Галаца.

## Населення
За даними перепису населення 2002 року у селі проживали 203 особи, усі — румуни. Усі жителі села рідною мовою назвали румунську.